# Thomson (rzeka w Wiktorii)
Thomson (ang. Thomson River) – rzeka w Australii, w południowej części stanu Wiktoria, w regionie Gippsland. Ma 170 km długości. Odgrywa ważną rolę w zaopatrywaniu miasta Melbourne w wodę. Wypływa na południowych stokach Wielkich Gór Wododziałowych, płynie głównie w kierunku południowo-wschodnim. Na wschód od Parku Narodowego Baw Baw, zapora Thomson Dam odprowadza część jej wód do rzeki Yarra, aby zasilić zaopatrzenie w wodę aglomeracji miejskiej. Rzeka Thomson skręca następnie na wschód w rejonie miasta Heyfield, po czym łączy się od północy z rzeką Macalister. Dalej płynie bardziej w kierunku południowym i uchodzi do rzeki Latrobe na południe od miejscowości Maffra. Została nazwana w styczniu 1840 roku przez Angusa McMillana, osadnika i odkrywcę Gippslandu (według innych źródeł przez Pawła Edmunda Strzeleckiego w 1840 roku), na cześć Edwarda Deasa Thomsona, sekretarza kolonii Nowej Południowej Walii. Nad rzeką leży miasto Sale.